# Pedro Paulo de Figueiredo da Cunha e Melo
Pedro Paulo de Figueiredo da Cunha e Melo (Coimbra, Taveiro, 18 de Junho de 1770 — Braga, 31 de Dezembro de 1855) foi um prelado da Igreja Católica português, foi arcebispo de Braga e criado cardeal pelo Papa Pio IX a 30 de Setembro de 1850 (ficando conhecido como o Cardeal Figueiredo).

## Biografia
Pedro Paulo nasceu em Taveiro, sendo filho de José António de Figueiredo e Sousa (Coimbra, São Martinho do Bispo - Coimbra, Taveiro, 5 de Maio de 1805), Senhor do Morgado de Taveiro, e de sua mulher Dionísia Engracia Isabel da Cunha e Melo de Alvelos (São Pedro do Sul - Coimbra, Taveiro, 7 Dezembro de 1797), sendo irmão do bispo de Beja, D. Luís da Cunha de Abreu e Melo. D. Pedro estudou na Universidade de Coimbra, tendo o doutorado utroque iuris, tanto em direito civil como em canónico, onde foi professor na faculdade de direito. Foi Primarius cathedraticus da Universidade de Coimbra. Elegeu-se deputado em 1826.
Nomeado arcebispo de Braga pelo Governo Português civil perante a Santa Sé foi confirmado a sua eleição, em 15 de Janeiro de 1840, sendo confirmado em 3 de Abril de 1843 e consagrado em 10 de Abril de 1843, por Frei Jerónimo do Barco da Soledade, bispo de Cabo Verde e deu entrada solene na Sé de Braga no dia 1 de Outubro.
Criado cardeal-presbítero no Consistório de 30 de Setembro de 1850, pelo Papa Pio IX, morreu em 31 de Dezembro de 1855, antes de ir a Roma receber o barrete cardinalício e o respectivo título. Está sepultado na Sé de Braga.
Foi tio-avô da 1.ª Viscondessa de Taveiro e tio-bisavô do 2.° Visconde de Taveiro e 1.° Conde de Santar.